# Torre de' Busi
Torre de' Busi es un comune italiano de la provincia de Bergamo, región de Lombardía, con 2.166 habitantes. Es un municipio en la provincia de Bérgamo , ubicado en el Valle de San Martino y bañado por el arroyo Sonna . El municipio regresó a la provincia de Bérgamo después de un período de veinticinco años en la provincia de Lecco (1992-2018).

## Evolución demográfica
| Gráfica de evolución demográfica de Torre de' Busi entre 1861 y 2001 |
|                                                                      |
| Fuente ISTAT - elaboración gráfica de Wikipedia                      |